# Agriomorpha fusca
Agriomorpha fusca – gatunek ważki z rodziny Rhipidolestidae. Występuje w południowo-wschodnich Chinach; stwierdzony w prowincjach Hajnan, Fujian, Guangdong oraz w Hongkongu.